# Kanton Saint-Geoire-en-Valdaine
Der Kanton Saint-Geoire-en-Valdaine war ein bis 2015 bestehender französischer Wahlkreis im Arrondissement La Tour-du-Pin, im Département Isère und in der Region Rhône-Alpes. Hauptort war Saint-Geoire-en-Valdaine. Vertreter im conseil général des Départements war ab 1992 André Gillet (DVD).

## Gemeinden
Der Kanton umfasste die Wahlberechtigten aus elf Gemeinden:
| Gemeinde                   | Einwohner Jahr | Fläche km² | Bevölkerungsdichte | Code INSEE | Postleitzahl |
| -------------------------- | -------------- | ---------- | ------------------ | ---------- | ------------ |
| La Bâtie-Divisin           | 890 (2013)     | 10,51      | 85 Einw./km²       | 38028      | 38490        |
| Charancieu                 | 724 (2013)     | 5,53       | 131 Einw./km²      | 38080      | 38490        |
| Massieu                    | 750 (2013)     | 10,46      | 72 Einw./km²       | 38222      | 38620        |
| Merlas                     | 498 (2013)     | 15,64      | 32 Einw./km²       | 38228      | 38620        |
| Montferrat                 | 1696 (2013)    | 12,26      | 138 Einw./km²      | 38256      | 38620        |
| Paladru                    | 1127 (2013)    | 11,64      | 97 Einw./km²       | 38292      | 38850        |
| Saint-Bueil                | 700 (2013)     | 3,81       | 184 Einw./km²      | 38372      | 38620        |
| Saint-Geoire-en-Valdaine   | 2390 (2013)    | 16,73      | 143 Einw./km²      | 38386      | 38620        |
| Saint-Sulpice-des-Rivoires | 442 (2013)     | 7,16       | 62 Einw./km²       | 38460      | 38620        |
| Velanne                    | 511 (2013)     | 8,04       | 64 Einw./km²       | 38531      | 38620        |
| Voissant                   | 216 (2013)     | 3,88       | 56 Einw./km²       | 38564      | 38620        |